# Fissuraphorura
Genre
Fissuraphorura est un genre de collemboles de la famille des Tullbergiidae.

## Liste des espèces
Selon Checklist of the Collembola of the World (version du 19 septembre 2019) :
- Fissuraphorura cubanica Rusek, 1991
- Fissuraphorura deharvengi Rusek, 1991
- Fissuraphorura duplex (da Gama, 1962)
- Fissuraphorura gisini (Selga, 1963)
- Fissuraphorura miscellanea Barra, 1995
- Fissuraphorura selgae (Prabhoo, 1971)

## Publication originale
- Rusek, 1991 : New tropical Tullbergiinae (Collembola: Onychiuridae). Acta Societatis Zoologicae Bohemoslovacae, vol. 88, no 2, p. 145-155.